# MVP de la Final Four de la Euroliga
El Euroleague Final Four Most Valuable Player Award, o MVP de la Final Four de la Euroliga es el galardón que se concede anualmente al mejor jugador de la Final Four de la Euroliga de baloncesto, competición que hasta el año 2000 se denominó Copa de Europa. Normalmente es concedido a un jugador del equipo campeón.

## Máximos anotadores de las finales de la Copa de Europa (1958 a 1987)

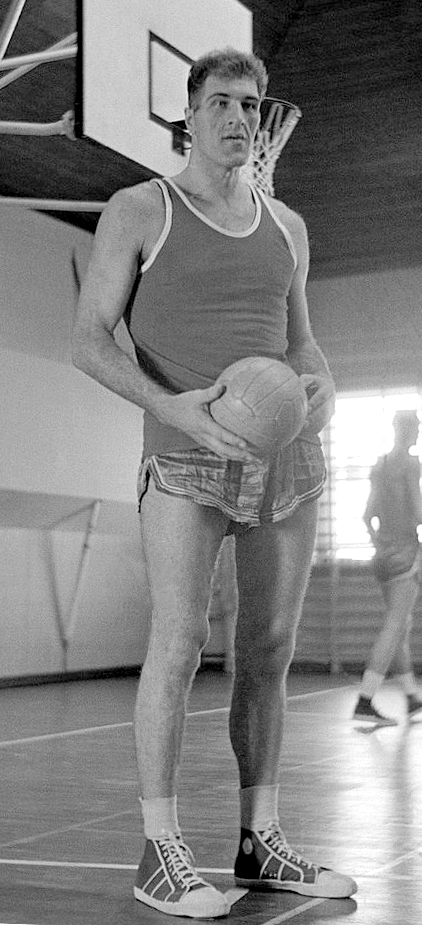
Jānis Krūmiņš fue el máximo anotador en tres ocasiones (1958, 1959, 1960).

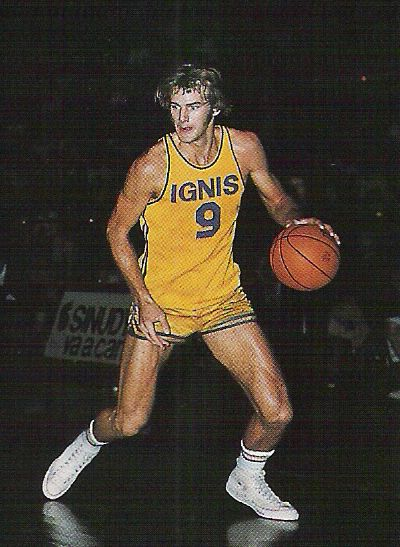
Bob Morse fue el máximo anotador en dos ocasiones (1975, 1976).

Entre las ediciones de 1958 y 1986-87, Se distinguió al máximo anotador de la final de la Copa de Europa, independientemente de si jugaba en el equipo ganador o perdedor. Sin embargo, no hubo un premio MVP al uso.
| *   | Miembro of the Naismith Memorial Basketball Hall of Fame |
| **  | Miembro of the FIBA Hall of Fame                         |
| *** | Miembro tanto del Naismith y del FIBA Halls of Fame      |

| Temporada | Mejor anotador                  | Equipo             | Puntos            | Ref.  |
| --------- | ------------------------------- | ------------------ | ----------------- | ----- |
| 1958      | Jānis Krūmiņš                   | ASK Riga           | 22.5 (2 partidos) |       |
| 1958–59   | Jānis Krūmiņš (2×)              | ASK Riga           | 28.0 (2 partidos) |       |
| 1959–60   | Jānis Krūmiņš (3×)              | ASK Riga           | 21.5 (2 partidos) |       |
| 1960–61   | Viktor Zubkov                   | CSKA Moscú         | 21.5 (2 partidos) |       |
| 1961–62   | Wayne Hightower                 | Real Madrid        | 30                |       |
| 1962–63   | Emiliano Rodríguez**            | Real Madrid        | 21.0 (3 partidos) |       |
| 1963–64   | Emiliano Rodríguez** (2×)       | Real Madrid        | 29.5 (2 partidos) |       |
| 1964–65   | Clifford Luyk                   | Real Madrid        | 24.0 (2 partidos) |       |
| 1965–66   | Jiří Zídek Sr.                  | Slavia Prague      | 22                |       |
| 1966–67   | Steve Chubin                    | Simmenthal Milano  | 34                |       |
| 1967–68   | Miles Aiken                     | Real Madrid        | 26                |       |
| 1968–69   | Vladímir Andréyev               | CSKA Moscow        | 37                |       |
| 1969–70   | Sergey Belov***                 | CSKA Moscow        | 21                |       |
| 1970–71   | Sergey Belov*** (2×)            | CSKA Moscow        | 24                |       |
| 1971–72   | Petar Skansi                    | Jugoplastika Split | 26                |       |
| 1972–73   | Sergey Belov*** (3×)            | CSKA Moscú         | 36                |       |
| 1973–74   | Dino Meneghin***                | Ignis Varèse       | 25                |       |
| 1974–75   | Bob Morse                       | Ignis Varèse       | 30                |       |
| 1975–76   | Bob Morse (2×)                  | Mobilgirgi Varèse  | 28                |       |
| 1976–77   | Jim Boatwright                  | Maccabi Elite      | 26                |       |
| 1977–78   | Walter Szczerbiak               | Real Madrid        | 25                |       |
| 1978–79   | Žarko Varajić                   | Bosna              | 47                |       |
| 1979–80   | Earl Williams                   | Maccabi Elite      | 31                |       |
| 1980–81   | Marco Bonamico                  | Sinudyne Bologna   | 26                |       |
| 1981–82   | Bruce Flowers                   | Squibb Cantù       | 23                |       |
| 1982–83   | Antonello Riva                  | Ford Cantù         | 20                |       |
| 1983–84   | Juan Antonio San Epifanio "Epi" | FC Barcelona       | 31                |       |
| 1984–85   | Dražen Petrović***              | Cibona             | 36                |       |
| 1985–86   | Arvydas Sabonis***              | Žalgiris           | 27                |       |
| 1986–87   | Lee Johnson                     | Maccabi Elite      | 24                | [ 1 ] |

### Máximos anotadores en múltiples ocasiones
| Número | Jugador            |
| ------ | ------------------ |
| 3×     | Jānis Krūmiņš      |
| 3×     | Sergey Belov       |
| 2×     | Emiliano Rodríguez |
| 2×     | Bob Morse          |

## Ganadores del MVP de la Final Four (desde 1988 hasta el presente)

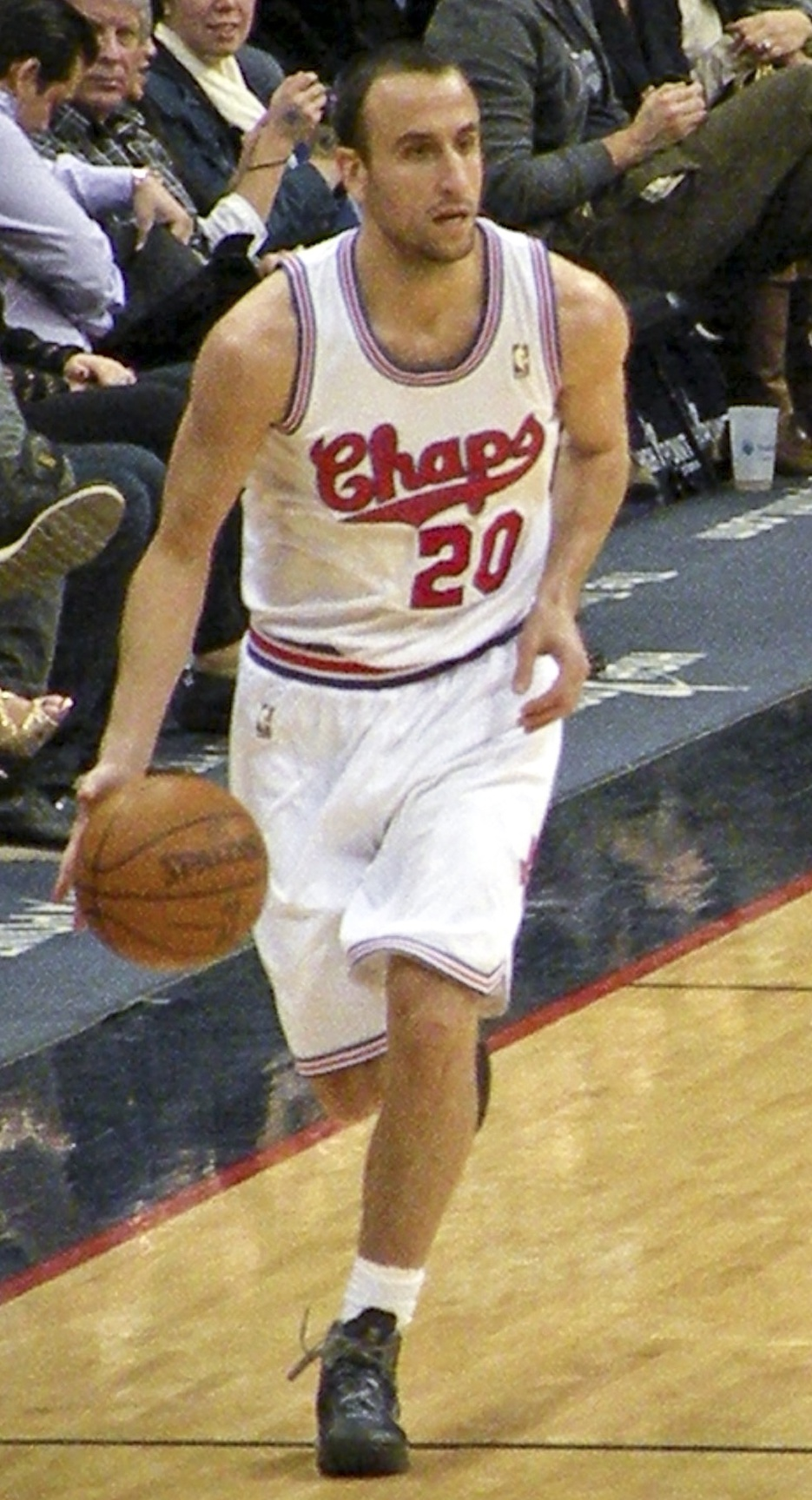
Manu Ginóbili fue el MVP en 2001.

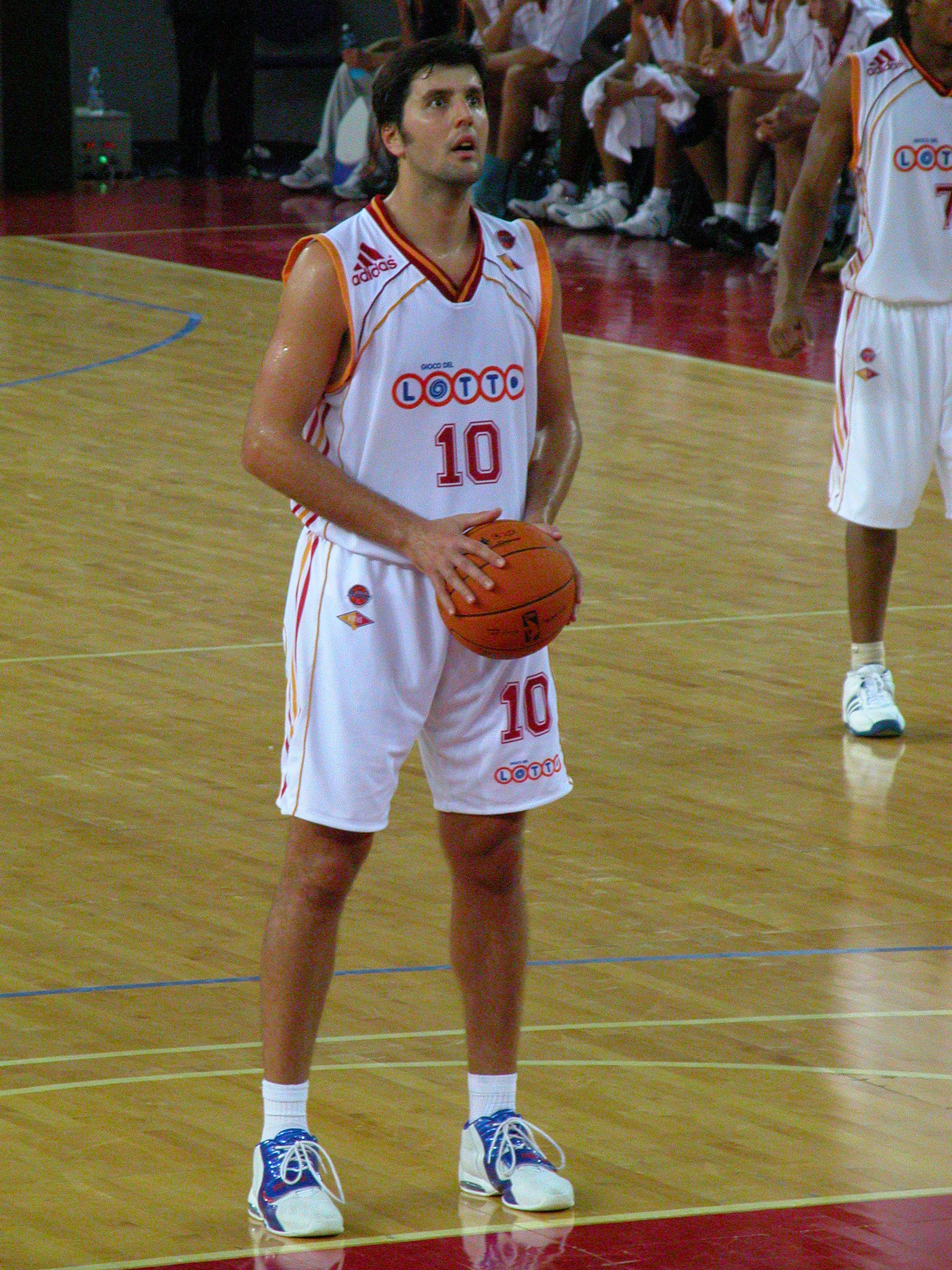
Dejan Bodiroga fue el MVP en dos ocasiones (2002, 2003).

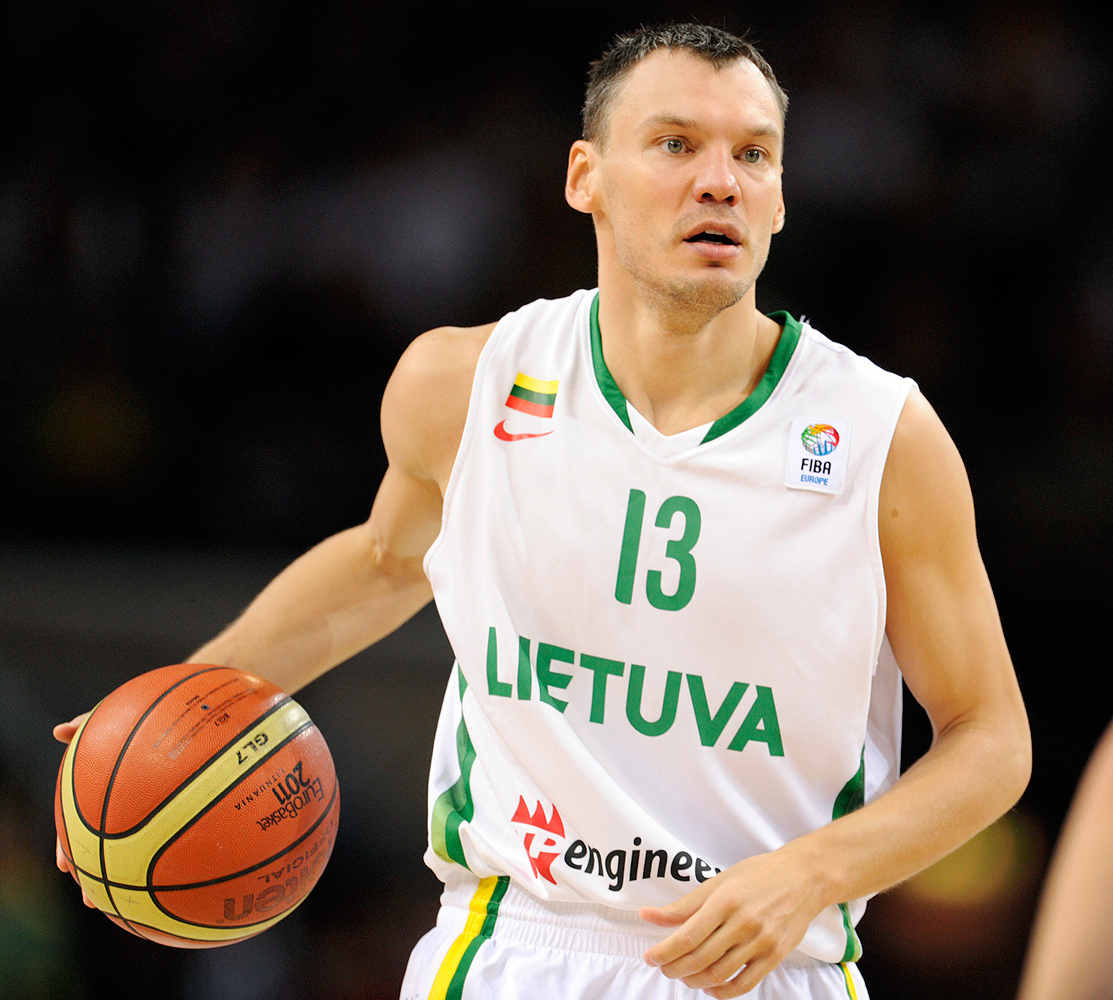
Šarūnas Jasikevičius fue el MVP en 2005.

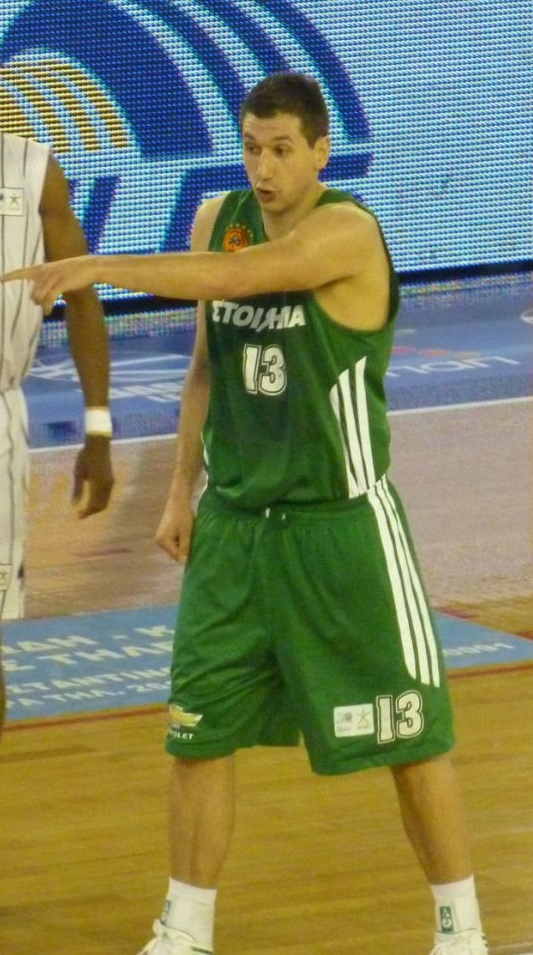
Dimitris Diamantidis fue el MVP en dos ocasiones (2007, 2011).

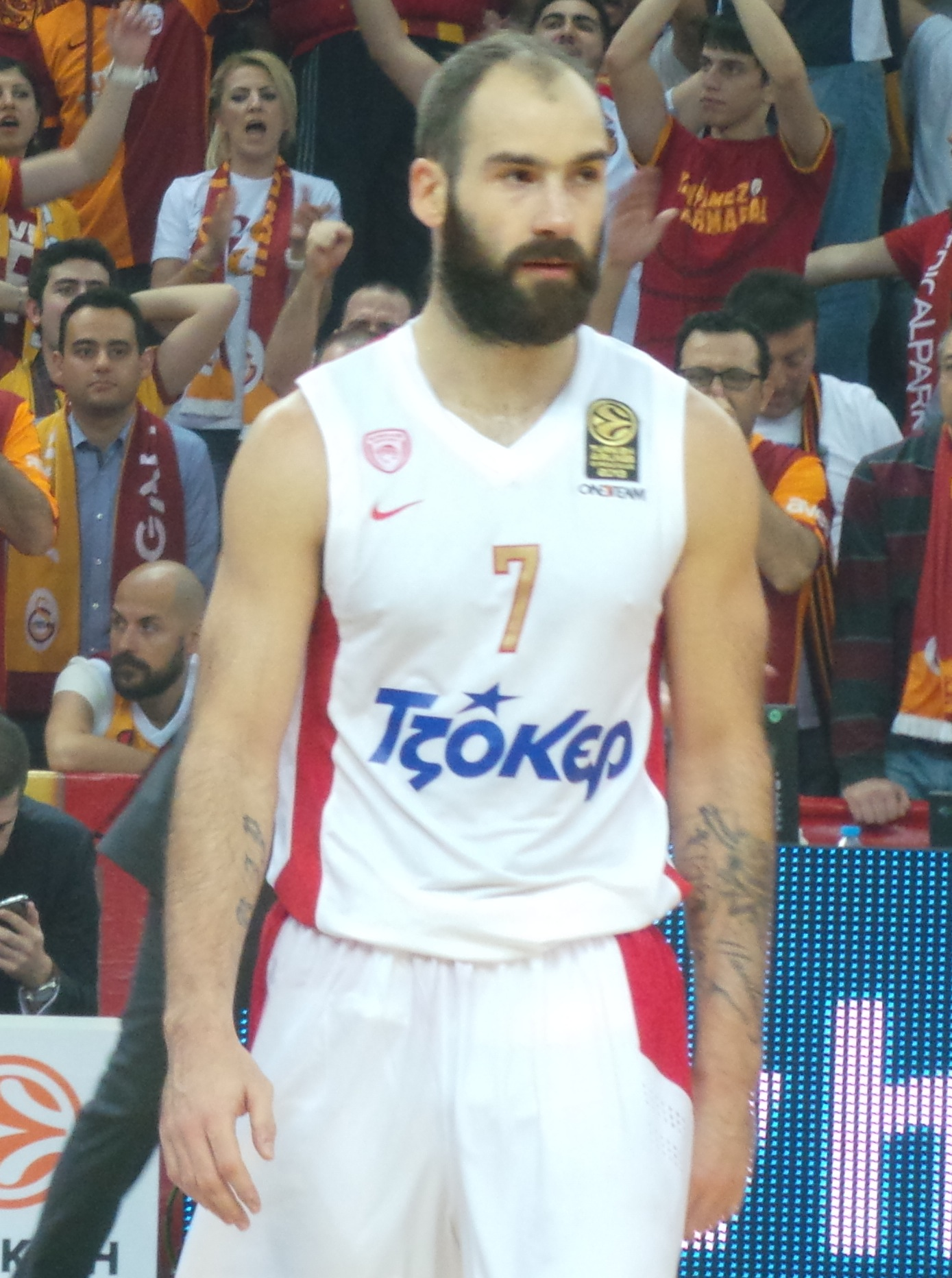
Vassilis Spanoulis fue el MVP en tres ocasiones (2009, 2012, 2013).

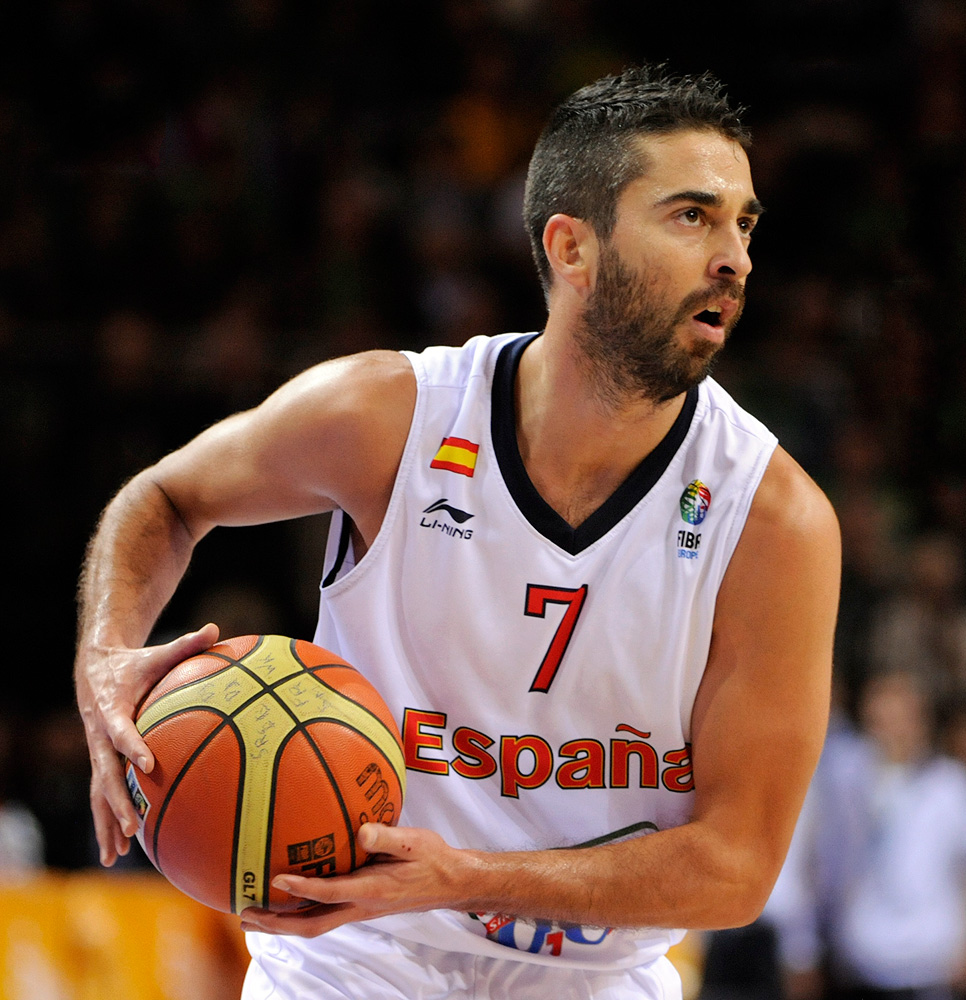
J.C. Navarro fue el MVP en 2010.

Desde el final de la temporada 1987–88, cuando se convirtió el formato en final four, un MVP es elegido a la conclusión de cada fase final.
| *   | Miembro of the Naismith Memorial Basketball Hall of Fame |
| **  | Miembro of the FIBA Hall of Fame                         |
| *** | Miembro tanto del Naismith y del FIBA Halls of Fame      |

| 1987–88  | Bob McAdoo*               | Tracer Milano      |              |              |              |
| 1988–89  | Dino Rađja                | Jugoplastika Split |              |              |              |
| 1989–90  | Toni Kukoč                | Jugoplastika Split |              |              |              |
| 1990–91  | Toni Kukoč (2×)           | Pop 84 Split       |              |              |              |
| 1991–92  | Sašha Danilović           | Partizan           |              |              |              |
| 1992–93  | Toni Kukoč (3×)           | Benetton Treviso   |              |              |              |
| 1993–94  | Žarko Paspalj             | Olympiacos         |              |              |              |
| 1994–95  | Arvydas Sabonis***        | Real Madrid        |              |              |              |
| 1995–96  | Dominique Wilkins*        | Panathinaikos      |              |              |              |
| 1996–97  | David Rivers              | Olympiacos         |              |              |              |
| 1997–98  | Zoran Savić               | Kinder Bologna     |              |              |              |
| 1998–99  | Tyus Edney                | Žalgiris           |              |              |              |
| 1999–00  | Željko Rebrača            | Panathinaikos      |              |              |              |
| 2000–01† | Ariel McDonald            | Maccabi Elite      |              |              |              |
| 2000–01† | Manu Ginobili*            | Kinder Bologna     |              |              |              |
| 2001–02  | Dejan Bodiroga            | Panathinaikos      |              |              |              |
| 2002–03  | Dejan Bodiroga (2×)       | FC Barcelona       |              |              |              |
| 2003–04  | Anthony Parker            | Maccabi Elite      |              |              |              |
| 2004–05  | Šarūnas Jasikevičius      | Maccabi Elite      |              |              |              |
| 2005–06  | Theo Papaloukas           | CSKA Moscú         |              |              |              |
| 2006–07  | Dimitris Diamantidis      | Panathinaikos      |              |              |              |
| 2007–08  | Trajan Langdon            | CSKA Moscú         |              |              |              |
| 2008–09  | Vassilis Spanoulis        | Panathinaikos      |              |              |              |
| 2009–10  | Juan Carlos Navarro       | FC Barcelona       |              |              |              |
| 2010–11  | Dimitris Diamantidis (2×) | Panathinaikos      |              |              |              |
| 2011–12  | Vassilis Spanoulis (2×)   | Olympiacos         |              |              |              |
| 2012–13  | Vassilis Spanoulis (3×)   | Olympiacos         |              |              |              |
| 2013–14  | Tyrese Rice               | Maccabi Electra    | [ 1 ]        |              |              |
| 2014–15  | Andrés Nocioni            | Real Madrid        | [ 2 ]        |              |              |
| 2015–16  | Nando de Colo             | CSKA Moscú         | [ 3 ]        |              |              |
| 2016–17  | Ekpe Udoh                 | Fenerbahçe         | [ 4 ]        |              |              |
| 2017–18  | Luka Dončić               | Real Madrid        | [ 5 ]        |              |              |
| 2018–19  | Will Clyburn              | CSKA Moscú         | [ 6 ]        |              |              |
| 2019-20  | No entregado              | No entregado       | No entregado | No entregado | No entregado |
| 2020-21  | Vasilije Micić            | Anadolu Efes       | [ 7 ]        |              |              |
| 2021-22  | Vasilije Micić (2x)       | Anadolu Efes       | [ 8 ]        |              |              |
| 2022-23  | Walter Tavares            | Real Madrid        | [ 9 ]        |              |              |
| 2023-24  | Kostas Sloukas            | Panathinaikos      | [ 10 ]       |              |              |
| 2024-25  | Nigel Hayes-Davis         | Fenerbahçe Beko    | [ 11 ]       |              |              |

† La temporada 2000–01 fue de transición, con los mejores equipos europeos compitiendo en dos torneos diferentes: La Suproliga, impulsada por FIBA, y la EuroLiga, por Euroleague Basketball. Esa temporada el torneo de la EuroLiga no acabó en una final four. En su lugar se disputaron unas series al mejor de cinco partidos. Así, Manu Ginóbili fue elegido MVP de las Finales de la EuroLiga esa temporada.

## Palmarés por categorías
| Número | Jugador              |
| ------ | -------------------- |
| 3      | Toni Kukoč           |
| 3      | Vassilis Spanoulis   |
| 2      | Dejan Bodiroga       |
| 2      | Dimitris Diamantidis |
| 2      | Vasilije Micić       |

| Número | Equipo           |
| ------ | ---------------- |
| 7      | Panathinaikos    |
| 4      | Olympiacos       |
| 4      | Maccabi Tel Aviv |
| 4      | CSKA Moscú       |
| 4      | Real Madrid      |
| 3      | Split            |
| 2      | Virtus Bologna   |
| 2      | FC Barcelona     |
| 2      | Anadolu Efes     |
| 2      | Fenerbahçe       |

| Número | País           |
| ------ | -------------- |
| 11     | Estados Unidos |
| 7      | Grecia         |
| 7      | FR Yugoslavia  |
| 3      | Yugoslavia     |
| 3      | Serbia         |
| 2      | Lituania       |
| 2      | Argentina      |
| 2      | Eslovenia      |